# Egon Bahr

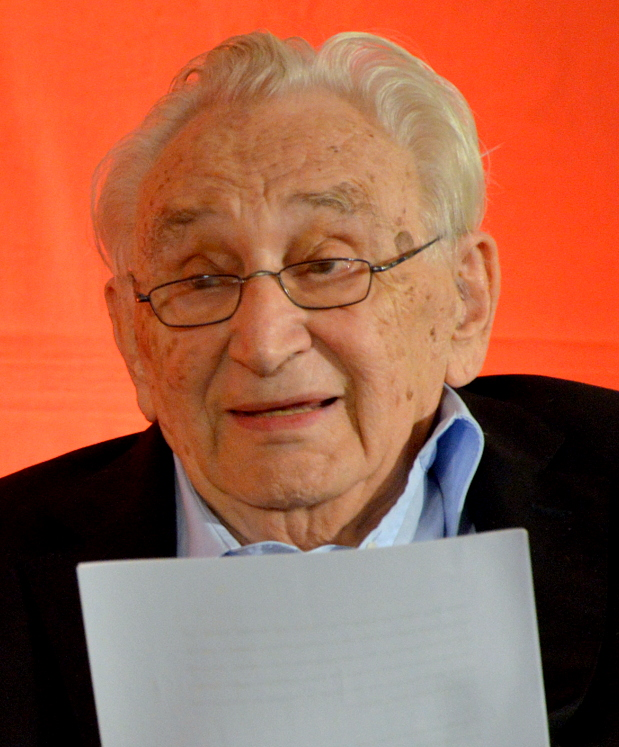
Egon Bahr im Jahr 2014 auf einer Veranstaltung der SPD Schleswig-Holstein

Egon Karl-Heinz Bahr (* 18. März 1922 in Treffurt; † 19. August 2015 in Berlin) war ein deutscher Politiker (SPD).
Er war von 1972 bis 1974 Bundesminister für besondere Aufgaben und von 1974 bis 1976 Bundesminister für wirtschaftliche Zusammenarbeit. Unter dem von ihm geprägten Leitgedanken „Wandel durch Annäherung“ war er einer der entscheidenden Vordenker und führender Mitgestalter der von der Regierung unter Willy Brandt ab 1969 eingeleiteten Ost- und Deutschlandpolitik.

## Jugend, Ausbildung und Beruf
Der Sohn eines aus Schlesien stammenden Studienrates und einer Bankangestellten verließ mit seiner Familie im Alter von sechs Jahren Treffurt und lebte bis zum 16. Lebensjahr in Torgau. Als die Nationalsozialisten von seinem Vater verlangten, sich von seiner Frau, deren Mutter Jüdin war, zu trennen, gab dieser seinen Beruf auf, und die Familie zog nach Berlin. Egon Bahr wollte aufgrund seiner musikalischen Begabung zunächst Musiker werden. Wegen seiner jüdischen Großmutter durfte er unter den Nazis jedoch weder Musik studieren noch Flieger werden. Nach dem Abitur 1941 absolvierte Bahr notgedrungen eine Ausbildung zum Industriekaufmann bei Rheinmetall-Borsig in Berlin. Von 1942 bis 1944 nahm er als Soldat am Zweiten Weltkrieg teil, zuletzt als Fahnenjunker an der Luftkriegsschule 6 in Kitzingen. Er wurde nach Darstellung deutscher Medien wegen „Einschleichens in die Wehrmacht“ als „nichtarischer“ Rüstungsarbeiter zu Rheinmetall-Borsig zurückversetzt, denn er habe seine jüdische Großmutter verheimlicht. Egon Bahr widersprach allerdings dieser Darstellung.
Nach dem Krieg arbeitete er in der Viersektorenstadt Berlin als Journalist zunächst bei der sowjetisch kontrollierten Berliner Zeitung, ab 1946 im Westsektor bei der Allgemeinen Zeitung und später dem Tagesspiegel.
In den Jahren 1950 bis 1960 war er Chefkommentator und Leiter des Bonner Büros des RIAS. 1959 wurde er Presseattaché der Botschaft Deutschlands in Ghana.

## Politische Tätigkeit

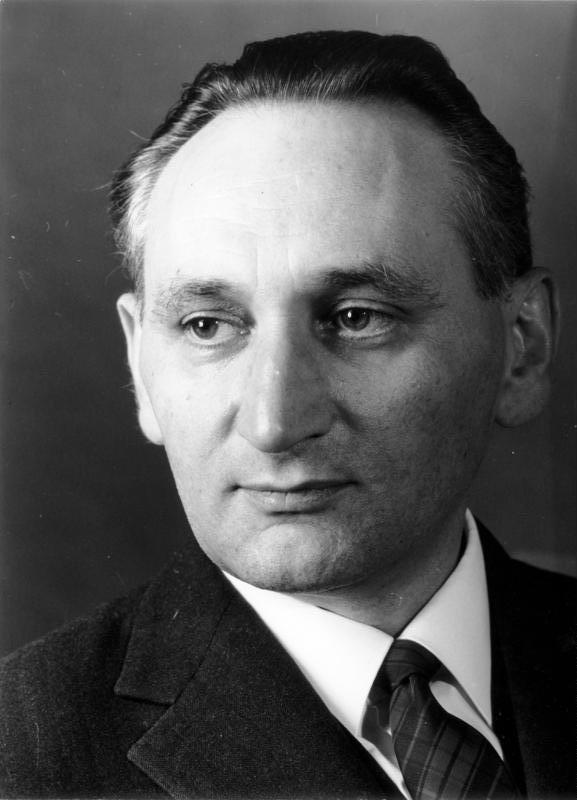
Egon Bahr, Staatssekretär im Bundeskanzleramt und Bundesbevollmächtigter für Berlin der ersten Regierung Brandt, 1969

Egon Bahr trat 1956 in die Sozialdemokratische Partei Deutschlands ein. Von 1960 bis 1966 war Bahr Leiter des Presse- und Informationsamtes des Landes Berlin und als solcher Sprecher des vom Regierenden Bürgermeister Willy Brandt geführten Senats von Berlin. Auf Bahr geht das Motto sozialliberaler Ostpolitik „Wandel durch Annäherung“ und die „Politik der kleinen Schritte“ zurück. Bahr hatte als Vertreter für Willy Brandt diese Begriffe auf der Tagung der Evangelischen Akademie Tutzing geprägt und ihnen eine mit Willy Brandt nicht abgestimmte Auslegung gegeben (vgl. W.Brandt, Erinnerungen <1989> S. 74). Von 1966 bis 1969, während der Amtszeit Brandts als Außenminister, war Bahr Sonderbotschafter und im Range eines Ministerialdirigenten Leiter des Politischen Planungsstabes im Auswärtigen Amt, wo er die „neue Ostpolitik“ im Detail vorbereitete. Nach der Bundestagswahl 1969 folgte er Brandt als Staatssekretär ins Bundeskanzleramt. Brandt sandte ihn im Januar 1970 als Bevollmächtigten der Bundesregierung nach Moskau. Im sogenannten Bahr-Papier vom 22. Mai 1970 wurde das Konzept (durch Indiskretion) deutlich. Als Unterhändler in Moskau und Ost-Berlin war Bahr maßgeblich am Moskauer Vertrag, Warschauer Vertrag, Transitabkommen sowie dem Grundlagenvertrag beteiligt. Letztere wurden durch Bahr und den Chefunterhändler der DDR Michael Kohl unterzeichnet. Bahr selbst kommentierte den Vertrag mit den Worten, die „Nicht-Beziehungen zwischen den beiden deutschen Staaten“ würden nun durch „schlechte Beziehungen“ abgelöst.
Bahr wird bisweilen als „Architekt der Ostverträge“ bezeichnet und galt – im Hinblick auf die Entspannungspolitik – als einer der wichtigsten und einflussreichsten Berater Willy Brandts und als sein vielleicht engster Freund: Als Herbert Wehner, Chef der SPD-Bundestagsfraktion, in der Fraktionssitzung am 7. Mai 1974 anlässlich von Brandts Rücktritt ausrief: „Willy, du weißt, wir alle lieben dich“, schlug Bahr die Hände vors Gesicht und brach in Tränen aus, was gefilmt wurde. Wie er später sagte, empfand er Wehners Ausruf als unfassbaren Gipfel von Heuchelei, da er der Auffassung war, dass Wehner den Sturz von Brandt seit langem betrieben und am Ende mit bewirkt hatte.
Von 1972 bis 1990 war Bahr Mitglied des Deutschen Bundestages, 1976 bis 1983 als direkt gewählter Abgeordneter des Wahlkreises Flensburg – Schleswig und sonst über die Landesliste Schleswig-Holstein. Nach dem Rücktritt von Willy Brandt am 7. Mai 1974 gehörte Bahr dem Kabinett des ab 16. Mai 1974 amtierenden Bundeskanzlers Helmut Schmidt nicht mehr an. Als Erhard Eppler das Amt des Bundesministers für wirtschaftliche Zusammenarbeit niederlegte, trat Bahr jedoch an seiner Stelle am 8. Juli 1974 erneut in die Bundesregierung ein.
Nach der Bundestagswahl 1976 schied er am 14. Dezember 1976 endgültig aus der Bundesregierung aus. Von 1976 bis 1981 war er Bundesgeschäftsführer der SPD. Bis 1991 gehörte er auch dem Präsidium der SPD an.
Vor allem auf Betreiben Egon Bahrs wurde der damalige Bundesvorsitzende der Jusos, Klaus Uwe Benneter, 1977 aus der SPD ausgeschlossen. Benneter hatte zuvor geäußert, die DKP sei ein potenzieller Bündnispartner der SPD, da es sich bei ihr nur um einen „politischen Gegner“ und nicht etwa, wie bei der CDU, um einen „Klassengegner“ handele. Außerdem hatte Benneter auch den Status der Jungsozialisten als SPD-Nachwuchsorganisation in Frage gestellt.
Ab 1980 war Bahr im Bundestag Vorsitzender des Unterausschusses für Abrüstung und Rüstungskontrolle. 1990 schied Bahr aus dem Bundestag aus.

### Beziehungen zur DDR
Laut der Historikerin Daniela Münkel fragte der geheime Verbindungsmann der DDR-Regierung Hermann von Berg Bahr in einer Unterredung am 21. März 1972, wie er sich zu der Möglichkeit von „Maßnahmen gegen die CDU/CSU“ durch die DDR-Staatssicherheit stelle, um Brandts Mehrheit bei den bevorstehenden Ratifizierungen der Ostverträge im Bundestag zu sichern. Nachdem er sich mit Brandt und Kanzleramtsminister Horst Ehmke beraten habe, habe Bahr bei einem weiteren Treffen am 24. März das nun auch um die Möglichkeit von Bestechung erweiterte Angebot zurückgewiesen. Bahr dementierte allerdings 2013, derartige Gespräche geführt zu haben. In einem Gespräch mit Michael Kohl am 25. April hat er nach eigener Darstellung das Angebot, vor dem bevorstehenden Misstrauensvotum Stimmen der Opposition zu kaufen, mit dem Hinweis abgelehnt, die Bundesregierung würde in diesem Falle „mit denselben Mitteln“ arbeiten wie die Opposition: „Was möglich wäre, würde versucht.“ (vgl. Steiner-Wienand-Affäre)
Bahr lebte in den 1970er Jahren in Sankt Augustin-Hangelar in einem Haus, das ihm der Flick-Lobbyist und Stasi-Agent Adolf Kanter vermietete. Die DDR-Staatssicherheit hatte es zuvor mit Abhöranlagen ausgestattet.
In den 1980er Jahren vertrat Bahr wiederholt die Auffassung, ein Friedensvertrag für Deutschland als Ganzes sei zur Fiktion geworden. Es könne „nur um zwei Friedensverträge für die beiden deutschen Staaten gehen“. Im September 1986 sicherte Bahr bei Gesprächen im Auftrag der SPD-Führung dem DDR-Staats- und Parteichef Erich Honecker zu, dass „bei der Regierungsübernahme durch die SPD“ nach der
Bundestagswahl 1987 „die Regierung der BRD voll die Staatsbürgerschaft der DDR respektieren wird“; dies solle „Teil einer offiziellen Regierungserklärung sein und würde […] von J. Rau […] bei der Bekanntgabe seines Regierungsprogramms eindeutig gesagt werden.“
In einer Rede auf dem „Münchner Podium in den Kammerspielen ’88“ : „Ich kenne die Formeln und habe sie selbst benutzt, von der Wiedervereinigung, die gebetsmühlenhaft wiederholt werden, als hätte sich in vierzig Jahren nichts Wesentliches verändert. Aber Gebetsmühlen können die Wirklichkeit nicht verändern.“ Es gebe dringendere Probleme – z. B. Hunger, Aids, Umweltzerstörung, Bevölkerungsexplosion, Rüstung –, und diese ließen sich nicht mit einer Lösung der deutschen Frage verbinden. Daher werde es zwei deutsche Staaten geben, während sich Abrüstungsprozesse vollzögen, eine Westeuropäische Union versucht und „das Europäische Haus“ entworfen werde. „Wer dabei die deutsche Frage aufwirft, stört Europa. Die Deutschen dürfen kein Störenfried mehr sein.“ Im Spätherbst 1988 bezeichnete er die Forderungen nach der deutschen Wiedervereinigung als „Sonntagsrederei, (…) Lüge, Heuchelei, die uns und andere vergiftet, politische Umweltverschmutzung“. Noch fünf Tage nach dem Fall der Berliner Mauer nannte er es eine „Lebenslüge, über Wiedervereinigung zu reden“. Im November 2014 trat Egon Bahr auf einer Veranstaltung des rechtspopulistischen Compact-Magazins auf. Bahr wird vorgeworfen, dass er nach dem Tod von Willy Brandt (9. Oktober 1992) sich zunehmend in die Rolle des eigentlichen Architekten der Ostpolitik gedrängt hat.

### Einschätzung der Demokratiebewegung in der Volksrepublik Polen
Nach der Verhängung des Kriegsrechts über Polen durch den Regierungs- und Parteichef Wojciech Jaruzelski am 13. Dezember 1981 schrieb Bahr, dass der Frieden wichtiger sei als Polen. In einem an Heiligabend 1981 erschienenen Artikel für die SPD-Zeitung Vorwärts verteidigte er Jaruzelski: „Es ist kein Putsch, sondern das äußerste Mittel des Staates im Rahmen seiner Allianz-Souveränität.“ In einem Interview antwortete er im Herbst 1981 auf die Frage, ob die Sowjetunion ein Recht gehabt hätte, in Polen zu intervenieren, falls in Warschau die Mitgliedschaft im Warschauer Pakt in Frage gestellt worden wäre: „Aber selbstverständlich.“ Er begründete dies mit dem Hinweis auf den auch von Deutschland beachteten Vorrang des Friedens vor allen nationalen Ambitionen.
Im Vorwärts bezeichnete er 1982 die mit dem Kriegsrecht verbotene Gewerkschaft Solidarność als „Gefahr für den Weltfrieden.“ Ebenso sorgte Bahr in Kreisen der unter Jaruzelski verfolgten polnischen Demokratiebewegung für Empörung, indem er Solidarność beschuldigte, den Frieden in Europa aufs Spiel zu setzen, da eine Destabilisierung der Volksrepublik Polen das Gleichgewicht der Militärblöcke gefährde. 1982 erklärte Bahr, die Grenze der Blöcke mitten durch Europa habe während der 37 Jahre seit dem Kriegsende 1945 den Frieden garantiert; sie werde auch die nächsten 37 Jahre bestehen. Joachim Gauck warf Bahr vor, nicht gesehen zu haben, dass die „Konzentration auf die Meinung und die Absichten der Herrschenden“ im Grunde eine Entspannungspolitik verhindern könne.

## Familie und Privates

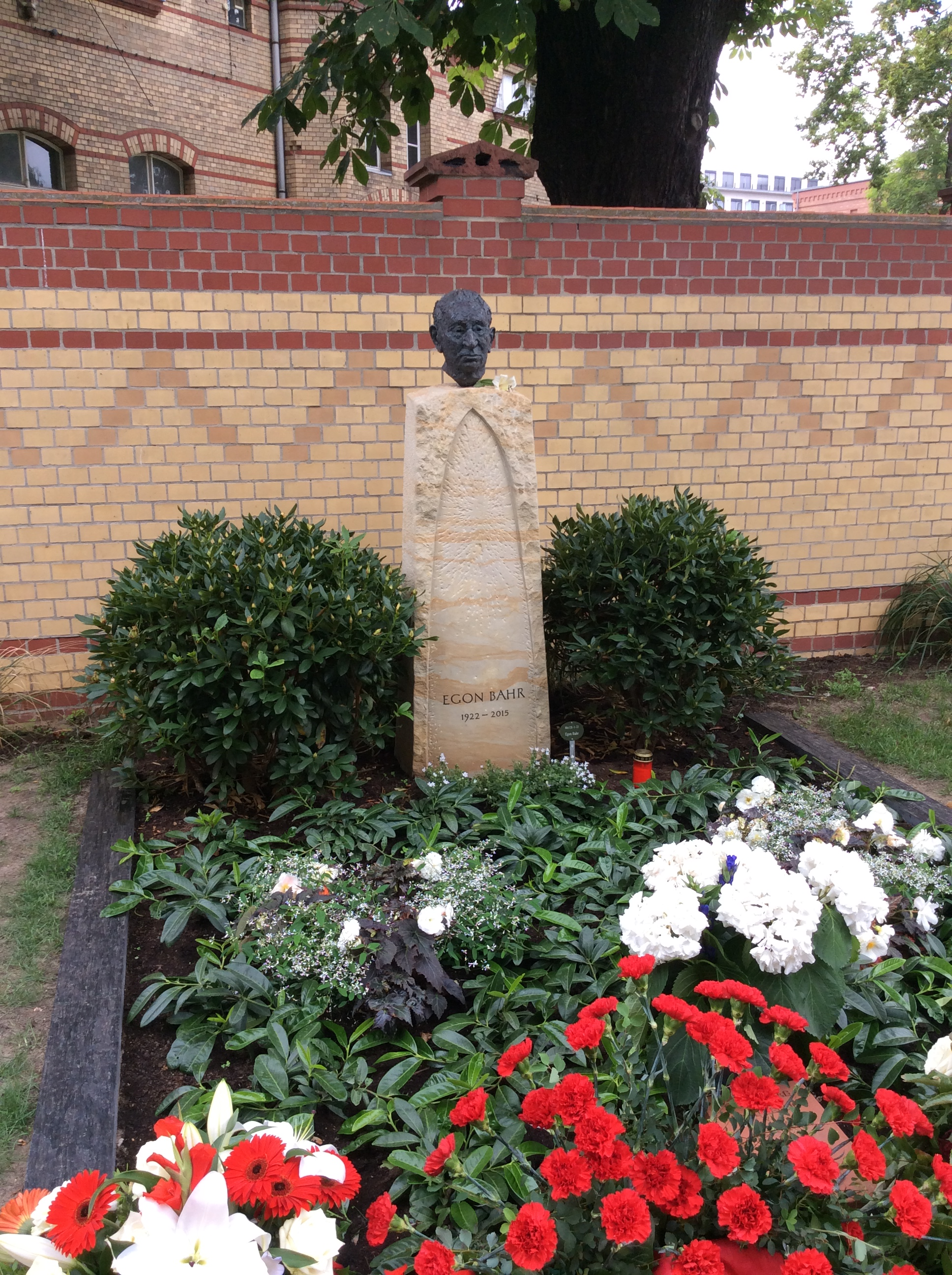
Das Ehrengrab Egon Bahrs in der Chausseestraße 126 in Berlin-Mitte im August 2016

Egon Bahrs Mutter war jüdischer Herkunft. Deswegen wurde sein Vater, ein Lehrer, in der Zeit des Nationalsozialismus dazu gedrängt, die Ehe auflösen zu lassen. Dagegen wehrte er sich erfolgreich.
Egon Bahr hatte aus einer im Jahr 1945 geschlossenen Ehe mit Dorothea Grob einen Sohn und eine Tochter. Er trennte sich 1977 von seiner Frau, blieb aber bis zu ihrem Tod 2011 mit ihr verheiratet. Aus der Beziehung zu der Journalistin Karena Niehoff (1920–1992) hatte er eine weitere Tochter. In den Jahren 1977 bis 2002 war Christiane Leonhardt (1941–2023) seine Lebensgefährtin.
Seit 2011 war er in zweiter Ehe mit der ehemaligen Hochschullehrerin Adelheid Bahr (* 1935; vormals Adelheid Bonnemann-Böhner) verheiratet.
Bahr starb am 19. August 2015 im Alter von 93 Jahren an den Folgen eines Herzinfarktes. Bahr erhielt auf dem Dorotheenstädtischen Friedhof ein Ehrengrab Berlins.

## Sonstige Ämter, Initiativen, Ehrungen und Auszeichnungen
1980 wurde Bahr Mitglied der „Unabhängigen Kommission für Abrüstung und Sicherheit“ unter dem Vorsitz des schwedischen Politikers Olof Palme. Die Kommission veröffentlichte ihren Bericht 1982 unter dem Titel Common Security. Zu den Vorschlägen der Kommission gehörte die Idee eines atomwaffenfreien Korridors in Mitteleuropa.
Bahr veröffentlichte diverse Schriften über eine zukünftige deutsche Außenpolitik nach dem Ende des Kalten Krieges. So vertrat Bahr die These, dass Europa und Deutschland im Rahmen einer Zivilmacht stärkeren Einfluss in der Welt suchen sollten. Von 1984 bis 1994 war er Wissenschaftlicher Direktor des Instituts für Friedensforschung und Sicherheitspolitik der Universität Hamburg. Seit 1984 war er Honorarprofessor an der Universität Hamburg. Er war Mitbegründer des 1987 erstmals erschienenen Jahrbuchs Friedensgutachten und dessen Mitherausgeber bis 1991. 1991 regte Bahr eine Diskussion über die Schaffung eines „Deutschen Friedenskorps“ an.
1963 erhielt Egon Bahr das Große Silberne Ehrenzeichen für Verdienste um die Republik Österreich.
Er wurde 1973 mit dem Großen Verdienstkreuz der Bundesrepublik Deutschland und zwei Jahre später mit dem Stern und Schulterband dazu ausgezeichnet. 1976 erhielt Bahr den Theodor-Heuss-Preis und 1982 den Gustav-Heinemann-Bürgerpreis.
2002 wurde ihm die Ehrenbürgerschaft der Stadt Berlin verliehen. 2007 wurde Egon Bahr mit dem Willy-Brandt-Preis der norwegisch-deutschen Willy-Brandt-Stiftung, 2008 mit dem Göttinger Friedenspreis und dem Marion Dönhoff Preis geehrt. Am 6. Oktober 2008 verlieh ihm das Internationale Hochschulinstitut (IHI) Zittau für seine Verdienste um den Europäischen Einigungsprozess die Ehrendoktorwürde. Am 11. November 2008 erhielt er den Preis der Deutschen Gesellschaft e. V. „für Verdienste um die deutsche und europäische Verständigung“. Im Jahr 2009 wurde Egon Bahr der Heckerhut für sein Konzept des Wandels durch Annäherung verliehen. Am 14. Januar 2010 erhielt er den Verdienstorden des Landes Nordrhein-Westfalen. 2011 wurde er mit dem Steiger Award und 2012 mit dem Tutzinger Löwen der Evangelischen Akademie in Tutzing ausgezeichnet. 2013 erhielt er den Kaiser-Otto-Preis.
Am 13. Dezember 2013 wurde Bahr mit dem Heinrich-Albertz-Friedenspreis der Arbeiterwohlfahrt für sein Wirken und Handeln ausgezeichnet.
Im März 2015 erhielt Bahr in Berlin den Friedrich-Joseph-Haass-Preis des Deutsch-Russischen Forums.
Egon Bahr war seit 1974 Mitglied des deutschen PEN.
Schon zu Lebzeiten wurde in seiner Geburtsstadt Treffurt jene Straße nach ihm benannt, in der sein Geburtshaus steht. Er weihte sie im Jahr 2004 selbst mit ein. Er war als Sechsjähriger fortgezogen und dann erst 55 Jahre später wieder in seine Geburtsstadt gekommen.

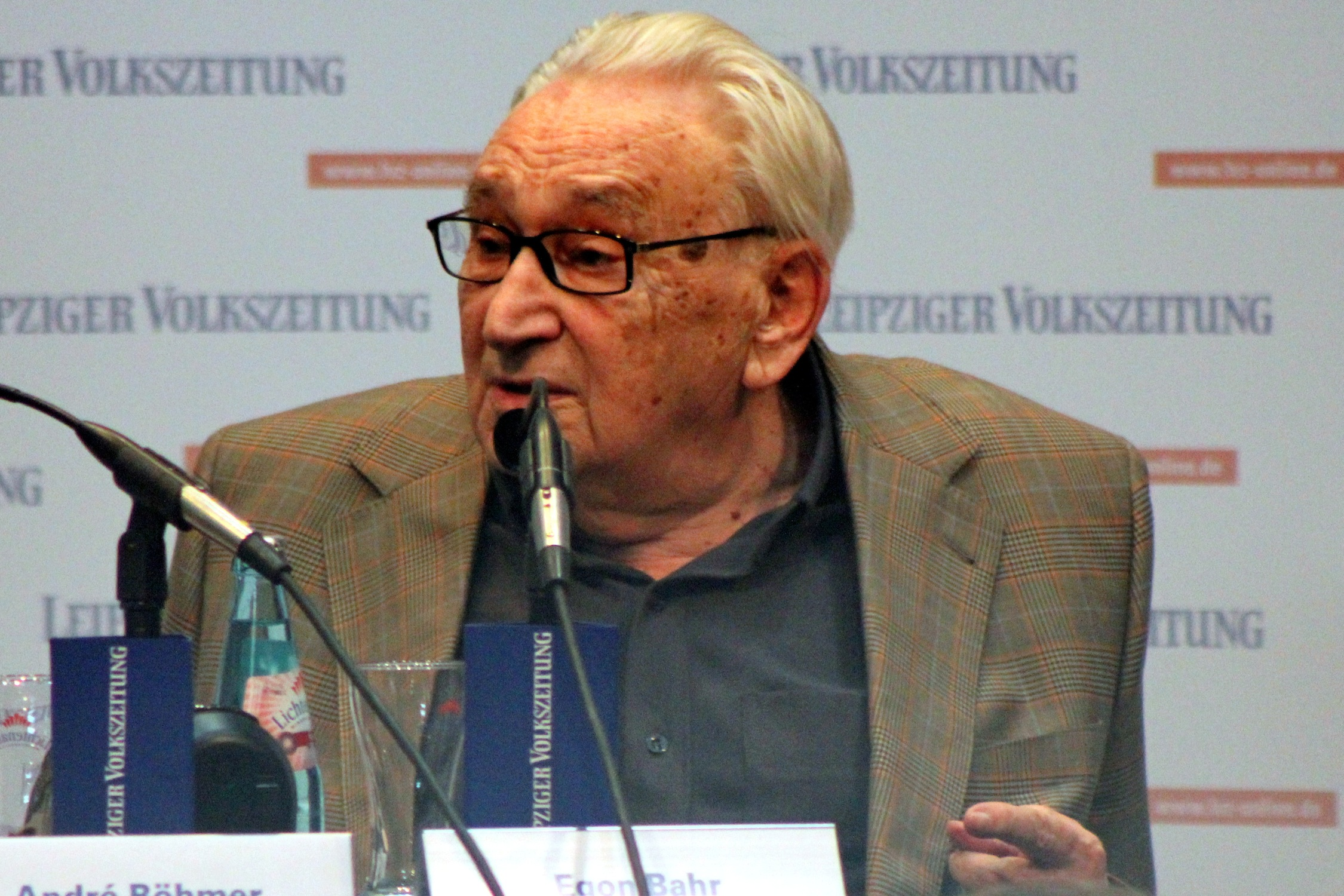
Egon Bahr auf der Leipziger Buchmesse 2013

## Veröffentlichungen

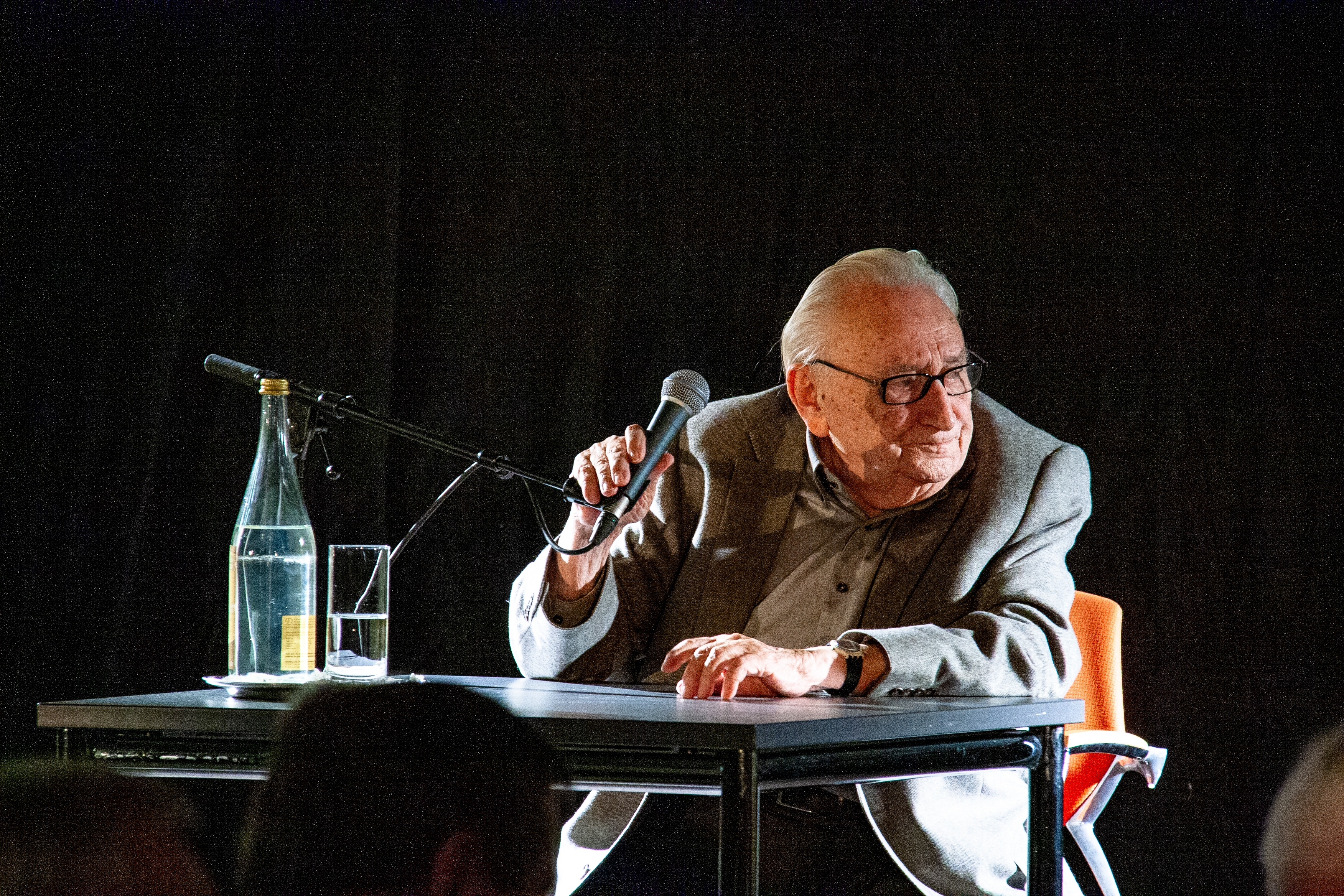
Egon Bahr bei einer seiner letzten Buchlesung, Jan. 2014 in Fürth

- Zu meiner Zeit. Autobiographie. Blessing, München 1996, ISBN 3-89667-001-8.
- Wolfram Hoppenstedt (Hrsg.): Willy Brandts europäische Außenpolitik. Bundeskanzler Willy Brandt Stiftung, Berlin 1999, ISBN 3-933090-02-4 (= Schriftenreihe der Bundeskanzler-Willy-Brandt-Stiftung, Heft 3).
- Deutsche Interessen: Streitschrift zu Macht, Sicherheit und Außenpolitik. Goldmann, München 2000, ISBN 3-442-75593-X.
- Der deutsche Weg: Selbstverständlich und normal. Blessing, München 2003, ISBN 3-89667-244-4.
- Plädoyer für eine transatlantische Arbeitsteilung. In: Thomas Jäger, Alexander Höse, Kai Oppermann (Hrsg.): Transatlantische Beziehungen. Sicherheit – Wirtschaft – Öffentlichkeit. VS Verlag für Sozialwissenschaften, Wiesbaden 2005, ISBN 3-531-14579-7, S. 489–495.
- Ostwärts und nichts vergessen! Kooperation statt Konfrontation. VSA-Verlag, Hamburg 2012, ISBN 978-3-89965-504-9.
- „Das musst du erzählen“ – Erinnerungen an Willy Brandt. Propyläen, Berlin 2013, ISBN 978-3-549-07422-0.
- mit Peter Ensikat: Gedächtnislücken. Zwei Deutsche erinnern sich. Aufbau Verlag, Berlin 2013, ISBN 978-3-7466-2972-8, (basierend auf im April 2006 begonnenen Gesprächen im Rahmen einer Fernsehsendung).
- Das Prinzip Apfelbaum: 11 Persönlichkeiten zur Frage „Was bleibt?“ herausgegeben von der Initiative „Mein Erbe Tut Gutes. Das Prinzip Apfelbaum“. Fotografien von Bettina Flitner. Vergangenheitsverlag, Berlin 2014, ISBN 978-3-86408-182-8.
- Erfahrung mit Wissenschaftlern und die neuen Herausforderungen für die europäische Sicherheit: Chancen für Rüstungskontrolle und Abrüstung. Vortrag auf der Veranstaltung zu 60 Jahre Russell-Einstein-Manifest am 9. Juli 2015.[48]
- Sicherheit geht nur gemeinsam. In: neues deutschland vom 29./30. August 2015, S. 21.[49]
- Egon Bahr, Dieter S. Lutz (Hrsg.): Gemeinsame Sicherheit. Nomos Verlags-Gesellschaft, Baden-Baden
  - Bd. 1: Idee und Konzept. Zu den Ausgangsüberlegungen, Grundlagen und Strukturmerkmalen gemeinsamer Sicherheit. 1986, ISBN 3-7890-1219-X.
  - Bd. 2: Dimensionen und Disziplinen. Zu rechtlichen, ökonomischen, psychologischen und militärischen Aspekten gemeinsamer Sicherheit. 1987, ISBN 3-7890-1345-5.
  - Bd. 3: Konventionelle Stabilität Zu den militärischen Aspekten struktureller Nichtangriffsfähigkeit im Rahmen gemeinsamer Sicherheit, 1988, ISBN 3-7890-1557-1.
  - Bd. 4: Defensive Abhaltung und strukturelle Angriffsunfähigkeit. Zur Genesis und Theorie struktureller Angriffsunfähigkeit im Rahmen einer Strategie defensiver Abhaltung und ihrer konzeptionellen Einbettung in die gemeinsame Sicherheit. 1989, ISBN 3-7890-1564-4.
  - Bd. 5: Internationale Diskussion. Beiträge und Dokumente aus Ost und West. 1990, ISBN 3-7890-1669-1.
  - Bd. 6: Kollektive Sicherheit, gemeinsamer Frieden. Auf dem Weg zu einer neuen europäischen Friedensordnung. 1991, ISBN 3-7890-2041-9.
- Egon Bahr und Lutz Riemann: Annäherung durch Wandel. Kalter Krieg und späte Freundschaft.  Edition Ost, Berlin 2022, ISBN 978-3-360-02806-8.